# Stjernholm
Stjernholm var en tidligere hovedgård, der lå umiddelbart øst for Horsens, men hvis grund nu er indlemmet i byen og bebygget. Stjernholm er opstået af det gamle Skt. Hans Kloster ved Horsens, som Frederik II 1575 tilskødede Holger Rosenkrantz "med Bygning, Kirke, Kirkegaard tillige med alt Gods". Navnet Stjernholm skal den ny adelsgård have fået efter ejerens hustru Karen Gyldenstierne. Hun beboede Stjernholm som sit enkesæde til 1613. Tre år senere solgte hendes søn, sønnen Otte Christoffer Rosenkrantz til Boller, Stjernholm til Christian IV. Det tidligere lenssæde, Bygholm, var dengang meget brøstfældigt, og kongen lod straks lensmanden flytte over på Stjernholm og lagde Bygholm Len ind under Stjernholm, medens gården Bygholm selv blev ladegård til Stjernholm, der gav navn til det nye Stjernholm Amt. 1661 solgte Frederik III begge godser til Peder von Ufden fra Hamborg, og 1670 kom de til Bülow'erne. Det forfaldne slot blev nu revet ned og stenene benyttede til genopførelsen af Bygholm, der nu atter blev hovedgård. Grunden, hvor Stjernholm havde stået, blev med en del af godset frasolgt. 1829 blev Staten ejer deraf og solgte den 1835 til kammerjunker von Thienen, som opførte et nyt Stjernholm på grunden. 1879 erhvervede Horsens Kommune denne og udlagde den til byggepladser. Om Stjernholm minder nu kun et gadenavn i Horsens.
Efter Resens tegninger 1677 at dømme, har slottet været ret anseligt, men da Den Danske Atlas blev udarbejdet ca. 100 år efter, var der ikke mindste spor tilbage af det; ikke engang grundstenene, der var ført væk til at udbedre andre bygninger og gærder. Ifølge en synsforretning 1645 bestod slottet af en borggård, der omsluttedes af 4 fløje, alle i to stokværk med karnapper både til gården og til udsiden, og en ved en port med borggården forbunden staldgård, nord for borggården, også omsluttet af bygninger.
|  | Denne artikel om en bygning eller et bygningsværk kan blive bedre, hvis der indsættes et (bedre) billede. Du kan hjælpe ved at afsøge Wikimedia Commons for et passende billede eller lægge et op på Wikimedia Commons med en af de tilladte licenser og indsætte det i artiklen. |

|  | Denne artikel kan blive bedre, hvis der indsættes geografiske koordinater Denne artikel omhandler et emne, som har en geografisk lokation. Du kan hjælpe ved at indsætte koordinater i wikidata. |